# FC Nordstern Basel
FC Nordstern Basel is een Zwitserse voetbalclub uit Bazel. De club werd op 21 maart 1901 gesticht en sloot zich 2 jaar later bij de voetbalbond aan.

## Geschiedenis
In 1910 sloot Young Fellows Basel zich bij de club aan en een jaar later promoveerde de club naar de 1ste klasse waar ze tot 1943 zou blijven.
De eerste jaren had de club zware concurrentie van de stadsrivalen FC Basel en Old Boys Basel. In 1918/19 speelde de club zich voor het eerst in de schijnwerpers door gedeeld tweede te eindigden achter Etoile La Chaux-de-Fonds. Na enkele seizoenen subtop werd de club groepswinnaar in 1922/24 en plaatste zich voor de eindronde om de landstitel. De club won met 1-0 van Servette Genève, maar verloor dan met 3-1 van FC Zürich en moest genoegen nemen met de tweede plaats. Na twee mindere seizoenen werd Nordstern in 1926/27 opnieuw groepswinnaar, samen met Young Boys Bern. Nadat ze de play-off tegen Bern wonnen begonnen ze goed aan de eindronde met een 4-0-overwinning tegen FC Biel-Bienne, maar verloor dan de volgende wedstrijd tegen de Grasshoppers. Het volgende seizoen bereikte de club opnieuw de eindstrijd en zette eerst Etoile Carouge opzij, maar moest opnieuw in het zand bijten tegen de Grasshoppers. In de volgende seizoenen kon de club zich niet meer plaatsen.
Nadat in 1933/34 de Nationalliga werd ingevoerd en er nog maar één reeks was voor de eerste klasse kreeg de club het moeilijker. Eind jaren dertig ging het dan weer beter met twee vijfde plaatsen en een verloren bekerfinale, maar dan slabakte de club weer tot in 1943 de laatste plaats bereikt werd. Tot 1952 speelde de club in de tweede klasse, maar hoger dan een vierde plaats kwam de club niet. Van 1954 tot 1958 en in 1960/61 speelde de club nog in de tweede klasse en degradeerde dan voor langere tijd uit de tweede klasse.
In 1973 keerde de club terug en vestigde zich meteen in de subtop. In 1974/75 eindigde de club samen met FC Chiasso en FC La Chaux-de-Fonds op een tweede plaats en speelde met deze twee clubs een eindronde om promotie, maar kon deze niet afdwingen. Twee jaar later miste Nordstern de promotie op één punt na. Het volgende seizoen eindigde de club eerste samen met Chiasso en beide clubs promoveerden.
Bij de terugkeer in de Nationalliga A werd de club voorlaatste met één punt voorsprong op FC Sion. Maar na de reguliere competitie werd er nog een play-off gespeeld waarin Sion zich wel kon redden maar Nordstern niet. Na een tweede plaats in de Nationalliga B keerde de club meteen terug naar de elite en werd elfde. Het volgende seizoen werd het laatste op het hoogste niveau en Nordstern werd vijftiende en degradeerde. Twee seizoenen later degradeerde de club verder naar de derde klasse en verdween hierna in de anonimiteit.

## Erelijst
- Vicekampioen

1924, 1927, 1928
- Beker van Zwitserland

Finalist: 1935, 1939

## Geschiedenis
| Periode   | Niveau |
| --------- | ------ |
| 1911–1943 | I      |
| 1944–1952 | II     |
| 1952–1954 | III    |
| 1954–1958 | II     |
| 1958–1960 | III    |
| 1960–1961 | II     |
| 1961–1973 | III    |
| 1973–1978 | II     |
| 1978–1979 | I      |

| Periode   | Niveau |
| --------- | ------ |
| 1979–1980 | II     |
| 1980–1982 | I      |
| 1982–1984 | II     |
| 1984–1987 | III    |
| 2000–2010 | IV     |
| 2010–2011 | V      |
| 2011–2012 | VI     |
| 2012–2015 | VII    |
| 2015–     | VIII   |

## Bekende (oud-)spelers

### Internationals
De navolgende voetballers kwamen als speler van FC Nordstern Basel uit voor een vertegenwoordigend Europees A-elftal. Tot op heden is August Oberhauser degene met de meeste interlands achter zijn naam. Hij kwam als speler van FC Nordstern Basel in totaal 20 keer uit voor het Zwitserse nationale elftal.
| Naam              | Van        | Tot        | Totaal | Nationaal elftal |
| ----------------- | ---------- | ---------- | ------ | ---------------- |
| August Oberhauser | 23.03.1924 | 10.10.1926 | 20     | Zwitserland      |
| Karl Ehrenbolger  | 18.05.1924 | 09.05.1926 | 16     | Zwitserland      |
| Albert Büche      | 29.03.1931 | 29.11.1931 | 5      | Zwitserland      |
| Robert Afflerbach | 27.06.1920 | 11.03.1928 | 4      | Zwitserland      |
| Fritz Grüneisen   | 05.05.1929 | 16.06.1931 | 3      | Zwitserland      |
| Gustave Heine     | 11.03.1928 | 15.04.1928 | 2      | Zwitserland      |
| Hans Bürgin       | 16.05.1920 | 27.06.1920 | 2      | Zwitserland      |
| Adolf Flubacher   | 28.10.1928 | 01.11.1928 | 2      | Zwitserland      |
| Karl Breitenstein | 28.10.1928 | 28.10.1928 | 1      | Zwitserland      |
| Manfred Moser     | 07.06.1984 | 07.06.1984 | 1      | Liechtenstein    |
| Robert Haas       | 26.12.1917 | 26.12.1917 | 1      | Zwitserland      |
| Fritz Bollinger   | 08.03.1914 | 08.03.1914 | 1      | Zwitserland      |
| Hugo Heidig       | 19.06.1930 | 19.06.1930 | 1      | Zwitserland      |

- Gemeinsame Normdatei: 4816794-0